# Kanton Brive-la-Gaillarde-Centre
Kanton Brive-la-Gaillarde-Centre (francouzsky Canton de Brive-la-Gaillarde-Centre) je francouzský kanton v departementu Corrèze v regionu Limousin. Tvoří ho pouze centrum města Brive-la-Gaillarde.